# Vierge en gloire

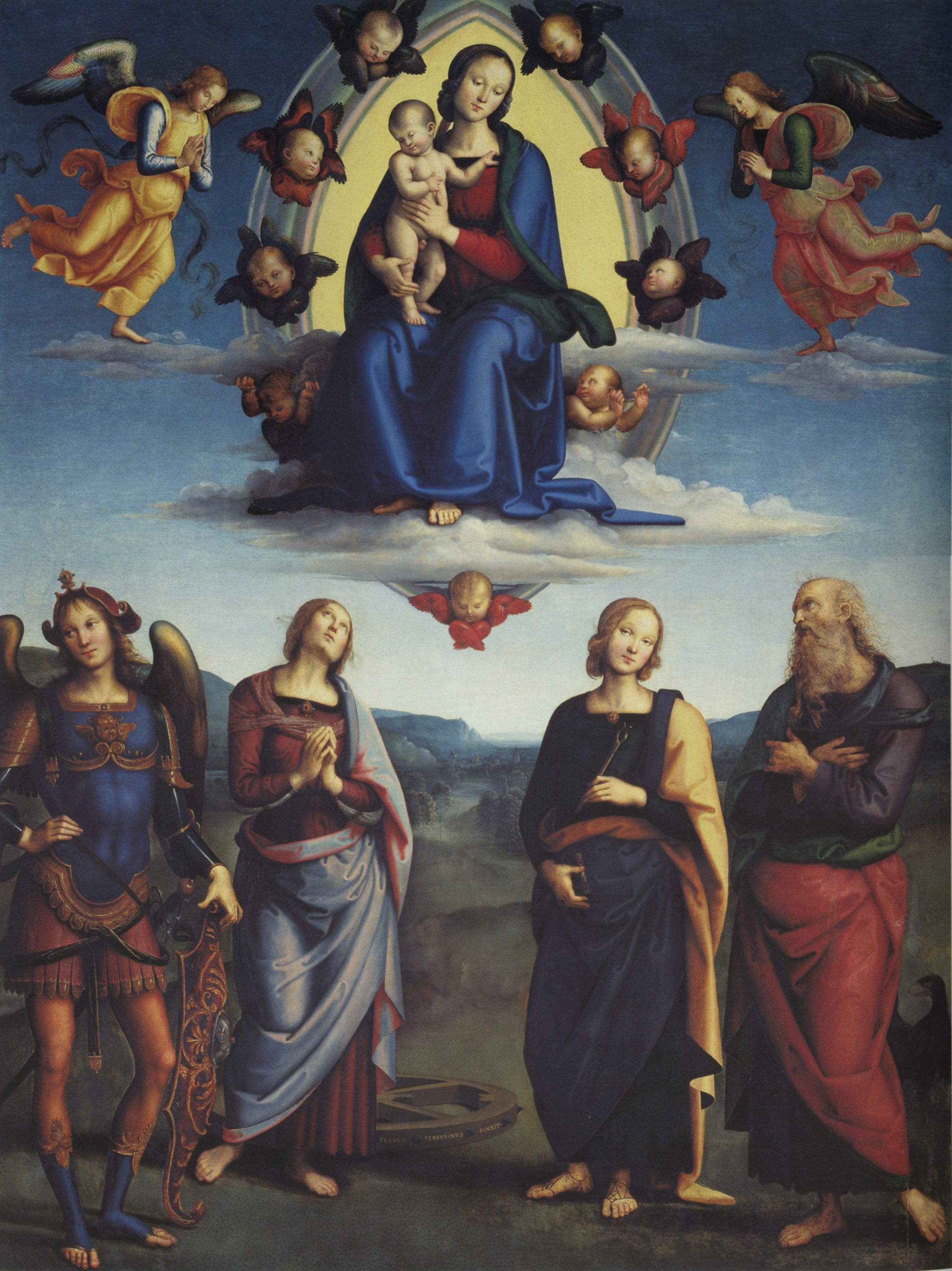
Par le Pérugin.

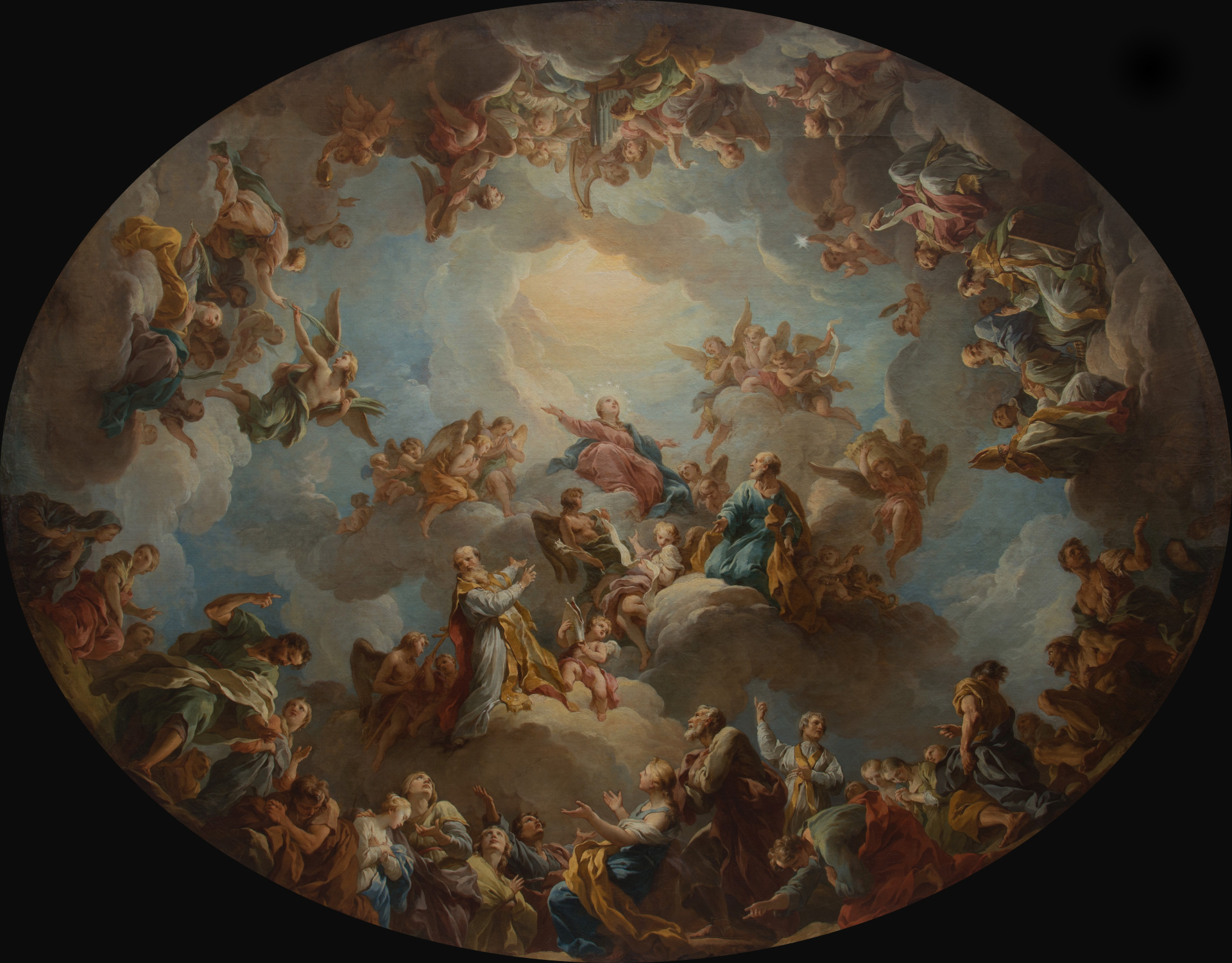
De François Lemoyne.

La Vierge en gloire est dans l'iconographie chrétienne, une figure de la représentation artistique de la Vierge Marie figurant dans les cieux.

## Iconographie
La Vierge Marie  est représentée trônant dans les cieux entourée d'anges, des figures saintes l'accompagnent dans le registre terrestre.
Le thème invoque la Vierge Marie dans les cieux, donc après sa mort et sa vie terrestre. C'est une figure idéalisée votive.
La position au milieu de la Vierge Marie montre la volonté de l'artiste de magnifier le rôle primordial de la Vierge Marie dans la foi chrétienne et la place exceptionnelle que son Fils lui accorde auprès de Lui pour l’éternité puisque, première dans l’ordre des créatures, elle sera la seule dont le corps n’aura pas été souillé par le tombeau.

## Peintres ayant usé du thème
- Robert Campin :
  - La Vierge en gloire entre saint Pierre et saint Augustin vénérée par un donateur
- Le Pérugin :
  - La Vierge en gloire et saints
  - Gonfanon de la Justice
  - Retable Tezi
  - Retable de Corciano
  - Retable de Vallombrosa
- Raphaël
  - La Vierge de Foligno

### Articles liés
On ne confondra pas cette figure avec la Vierge en majesté trônant dans le monde terrestre.